# Lantarón
Lantarón – gmina w Hiszpanii, w prowincji Araba, w Kraju Basków, o powierzchni 67,49 km². W 2011 roku gmina liczyła 929 mieszkańców.